# Пройдемося по Єлисейських Полях
«Пройдемося по Єлисейських полях» (фр. Remontons les Champs-Élysées) — французький комедійний фільм 1938 року, поставлений режисером Сашею Гітрі за його власним сценарієм.

## Сюжет
Викладач паризької школи на уроці раптом помічає, що сьогодні 15 вересня 1938 року, його 64-й день народження. Він починає розповідати учням про Єлисейські Поля, чия історія тісно сплетена з історією Франції, «різнобічної, несподіваної, іноді захоплюючої». Він розповідає її «детально, в подробицях, на свій смак».
У 1617 році Марія Медічі, за порадою міністра Кончіні, доручає прорубати дорогу через густі ліси. Майбутній король Людовик XIII помічає в парку, розташованому навколо дороги, в'язницю, призначену спеціально для нього. На собачому полюванні він наказує підвісити Кончіні за ноги і спалити.
При Людовику XV дорога перетворюється на бульвар, який освоюють вуличні акробати. Одна віщунка передбачає маркізу де Шовлену, другу Людовика XV, що він помре в рік смерті короля, але на півроку раніше. Шовлен переказує це пророцтво королеві, і той ставиться до нього дуже серйозно. З цього дня починаються пригоди Шовлена. Його постійно лікують двоє лікарів — у тому числі і кровопусканням. За його харчуванням ретельно стежать; його оберігають від занадто юних коханок. В той же час король, упевнений, що помре не раніше Шовлена, пускається на всі заставки. Під ім'ям друга він раз на два дні відвідує 16-річну коханку Луїзетту. Мадам Помпадур готується отримати відставку. Їй радять підшукати королеві «ляльку» для любовних утіх. Вона вибирає Луїзетту та приводить її до ложа короля, але там зараз знаходиться Шовлен, і він вимушений поступитися місцем монархові. Від цього союзу народиться маленький Людовик, якому король допоможе встати на ноги і подарує карету з козами. У 1762 році він отримає Єлисейські Поля у своє розпорядження.
У 1774 році Шовлен помирає, через півроку йде з життя й Людовик «Улюблений» (фр. le Bien-Aimé), тепер уже всім ненависний і оплаканий лише Луїзеттю та Людовиком-молодшим. Учитель повідомляє очманілим учням, що він — правнук Людовика і, відповідно, праправнук Людовика XV після чого продовжує розповідь.
Луїзетта виходить заміж за лялькаря з Єлисейських Полів. У 1791 році 26-річний Людовик спокушає одну за іншою «в'язальниць», щоб переманити їх у табір Людовика XVI, свого племінника. Одна з цих жінок, служниця Марата, дізнавшись, хто перед нею, хоче видряпати Людовикові очі. Його батьки заарештовані й обезголовлені. Пізніше Людовик засновує модне кафе та знайомиться з дочкою Марата і «в'язальниці». Спочатку він планує помститися, але замість цього одружується на дівчині, і вона робить його щасливим. У 54 роки він стає батьком, як і його батько; а через десять років, як і він, помирає.
Син Людовика Жан-Луї перетворює батьківське кафе на величезну залу на тисячу місць під назвою «Посланці» згідно з планами, що підказав колись його матері Жаном-Жаком Руссо. Він одружується на Леоні, рідній доньці Наполеона й шалено закоханої в Імператора шведки, що рушила за ним на острів Святої Єлени. Він наймає головним диригентом Ріхарда Вагнера, потім звільняє його за те, що той, незважаючи на прямі вказівки, не хоче грати власні твори. Після революції 1848 року Жан-Луї і Леоні розлучаються через політичні розбіжності. Вони примиряються після війни 1870 року.
У 1874 році народжується на світ учитель, який, під завісу свого фантастичного уроку з історії Франції, відкриває учням нову таємницю. Виявляється, у буденні дні він учить школярів, а в неділю — їх розважає, оскільки ось вже 32 роки як підробляє ляльководом на Єлисейських Полях. Останнє одкровення: він вказує серед учнів свого сина (він став батьком у 54 роки) — прямого нащадка французьких королів і Наполеона. Він закликає усіх французів, дітей і дорослих, об'єднатися навіки.

## У ролях
| • Саша Гітрі                | … | викладач / Людовик XV / Наполеон III / Жан-Луї в 1860 році |
| • Люсьєн Бару               | … | маркіз де Шовлен                                           |
| • Жан Пер'є                 | … | Шуазель                                                    |
| • Роже Бурден               | … | співак «Посланців»                                         |
| • Робер Пізані              | … | Оффенбах / Вагнер / Олів'є Метра                           |
| • Жан Коклен                | … | аптекар                                                    |
| • Еміль Дран                | … | Наполеон I                                                 |
| • Жорж Мортон               | … | Лебон                                                      |
| • Жан Даві                  | … | Жан-Луї в 1840 році                                        |
| • Рене Фошуа                | … | Марат                                                      |
| • Реймон Галь               | … | Людовик XIII                                               |
| • Жаклін Делюбак            | … | Флора                                                      |
| • Жанна Буатель             | … | маркіза де Помпадур                                        |
| • Лізетт Ланвен             | … | Луїзетта                                                   |
| • Аріан Пате                | … | мадам Дю Баррі                                             |
| • Жак Ервен                 | … | Людовик XIV в молодості / герцог де Монпансьє              |
| • Моріс Шуц                 | … | Людовик XIV у літньому віці                                |
| • Робер Селлер              | … | Карл X                                                     |
| • Жермен Дермоз             | … | Марія Медічі                                               |
| • Женев'єва де Серевіль     | … | світська дама                                              |
| • Жейн Маркен               | … | мати Луїзетти                                              |
| • Сільвіо де Педреллі       | … | Кончіні                                                    |
| • П'єр Менган               | … | лялькар                                                    |
| • Полін Картон, Міла Парелі | … | «в'язальниці»                                              |

## Знімальна група
- Автор сценарію — Саша Гітрі
- Режисер-постановник — Саша Гітрі
- Продюсер — Серж Сандберг
- Оператор — Жан Башле
- Композитор — Адольф Боршар
- Монтаж — Міріам Борсутські
- Художник-постановник — Люсьєн Карре, Роже Клод, Рене Рену
- Художник по костюмах — Жорж К. Бенда
- Художник-декоратор — Рене Рену